# 보조 배터리
보조 배터리(補助-, 영어: external battery pack)는 전자기기의 한 종류로, 주로 스마트폰의 충전에 쓰인다.

## 상세

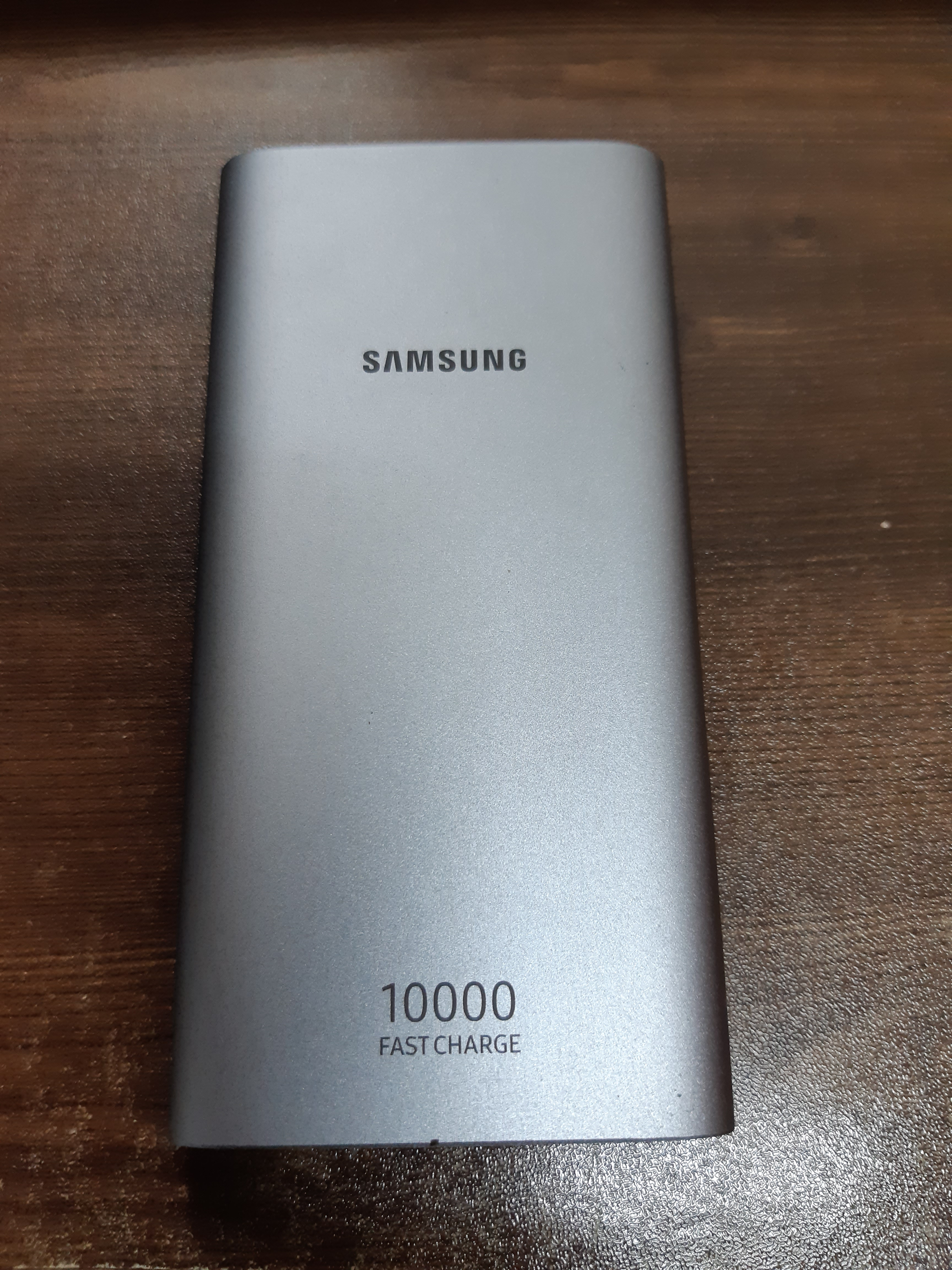
삼성보조배터리

휴대기기 사용량이 많아진 현대인들이 선호하는 제품으로, 웬만한 보조배터리가 있으면 하루 정도는 충전 없이 기기(주로 휴대전화)를 마음
놓고 사용할 수 있다. 몸에 대 전화와 호환되는 케이블(USB C, 8pin)등을 연결하여 기기를 충전하는 방식으로 사용하거나, 아예 무선 충전을 지원하는 방식이 있다.
휴대하기 쉽고, 점점 배터리의 용량도 커지고 있어 점점 이용자가 늘어나는 추세이다. 2010년대 후반부터는 무선 충전이 가능한 휴대전화가 대부분인지라 무선 충전이 가능한 보조 배터리 역시 다량으로 출시되고 있다.

## 주요 제조사
- 샤오미[1]: 'powerbank'라는 이름의 보조배터리 시리즈를 판매한다. 2018년부터 대한민국 소비자들에게 인기이다.
- 삼성전자[2]: 삼성 액세서리의 한 종류이다.